# Ānāqīz
Ānāqīz (persiska: آناقیز) är en ort i Iran.   Den ligger i provinsen Östazarbaijan, i den nordvästra delen av landet, 400 km nordväst om huvudstaden Teheran. Ānāqīz ligger 1 769 meter över havet och antalet invånare är 540.
Terrängen runt Ānāqīz är kuperad söderut, men norrut är den platt. Runt Ānāqīz är det ganska glesbefolkat, med 47 invånare per kvadratkilometer. Närmaste större samhälle är Sharabīān, 19,7 km väster om Ānāqīz. Trakten runt Ānāqīz består i huvudsak av gräsmarker.